# Euphyia zarina
Euphyia zarina là một loài bướm đêm trong họ Geometridae.